# Álvaro Sebastián Torres
Álvaro Sebastián Torres Píriz (Colonia, Uruguay, 15 de junio de 1994) es un futbolista uruguayo. Juega de mediocampista y su equipo actual es el C. D. Real Sociedad de la Liga Nacional de Honduras.

## Clubes
| Club                 | País      | Año       |
| -------------------- | --------- | --------- |
| C. Plaza Colonia     | Uruguay   | 2013-2015 |
| Rampla Juniors F. C. | Uruguay   | 2015-2016 |
| C. Plaza Colonia     | Uruguay   | 2016-2017 |
| Huracán F. C.        | Uruguay   | 2017      |
| Cerro Largo F. C.    | Uruguay   | 2018      |
| Rocha F. C.          | Uruguay   | 2018-2021 |
| Yoro F. C.           | Honduras  | 2022      |
| Deportivo Coatepeque | Guatemala | 2022      |
| C. D. Real Sociedad  | Honduras  | 2023-     |